# UNISOC
La UNISOC (紫光展锐S), chiamata fino al 2018 Spreadtrum Communications, Inc. (紫光展锐展讯通信有限公司S; pinyin: Zhǎnxùn Tōngxìn Yǒuxiàn Gōngsī) è un'azienda di semiconduttori fabless cinese con sede a Shanghai in Cina, fondata nel 2001.

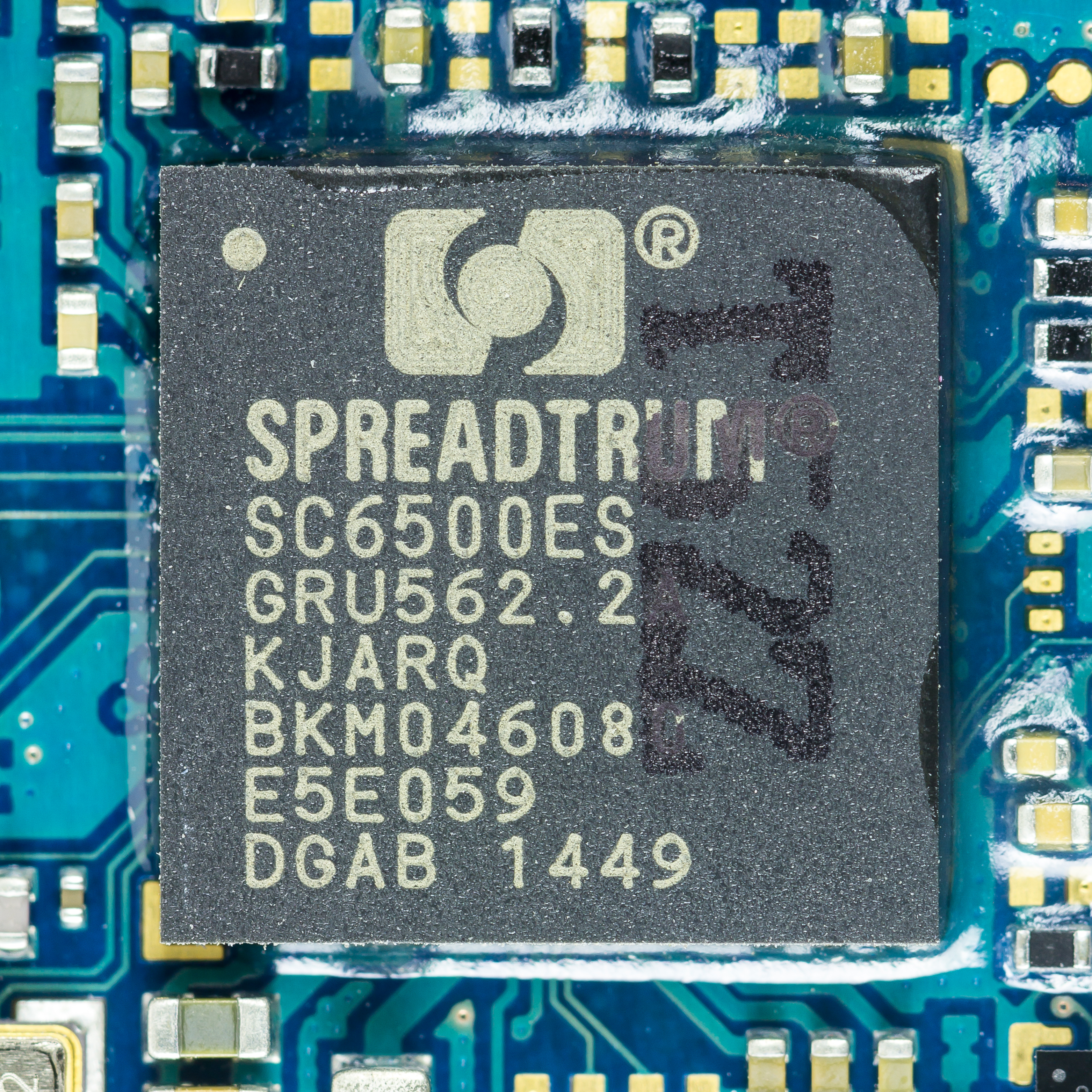
Samsung E1200i - Spreadtrum SC6500ES.

## Storia
In precedenza la società era quotata al NASDAQ, ma dopo l'acquisizione da parte della Tsinghua Unigroup a fine 2013 per circa 1,78 miliardi di dollari statunitensi, la società è stata rimossa dalla quotazione in borsa.
Nel 2014 la Tsinghua Unigroup ha acquisito la RDA Microelectronics per 907 milioni di dollari e nel 2018 l'ha fusa con la Spreadtrum Communications creando la UNISOC.
Nel 2021 ha superato la HiSilicon posizionandosi al terzo posto a livello mondiale nella produzione di chip per dispositivi mobili, dietro MediaTek e Qualcomm, superando la Samsung.